# Dmitriy Bocharov
Dmitriy Aleksandrovich Bocharov (usbekisch Дмитрий Бочаров; * 6. Juni 2002 in Fargʻona) ist ein usbekischer Radrennfahrer, der auf Straße und Bahn aktiv ist.

## Sportlicher Werdegang
Bocharov wurde 2016 in den usbekischen Nationalkader aufgenommen. Seinen ersten internationalen Einsatz hatte er 2019 beim südkoreanischen Nachwuchsrennen Tour de DMZ. 2020 war er bei den Landesmeisterschaften der Junioren Zweiter im Einzelzeitfahren und Dritter im Straßenrennen.
Als Erwachsener fuhr Bocharov mit verschiedenen usbekischen Teams hauptsächlich Rennen in Asien. Bei den Asienmeisterschaften 2023 gewann er mit der Mixed-Staffel die Silbermedaille und unterlag beim U23-Straßenrennen im Sprint um den dritten Platz. Im August des Jahres gewann er innerhalb einer Woche drei usbekische Meistertitel, zunächst das Straßenrennen der Elite und dann die separat ausgefahrenen Wettkämpfe der U23 im Straßenrennen und Einzelzeitfahren. Außerdem erzielte er zwei Etappensiege bei internationalen Rennen in der Türkei. 2024 verteidigte er seinen Landesmeistertitel im Straßenrennen. Der usbekische Radsportverband nominierte ihn zunächst für das olympische Straßenrennen, er wurde aber kurzfristig durch Nikita Tsvetkov ersetzt.
Im Bahnradsport gewann Bocharov eine Reihe von usbekischen Meistertiteln. International vertrat er sein Land wiederholt bei internationalen Titelkämpfen und wurde Asienmeister 2025 im Scratch.

## Erfolge

### Straße
2023
 Asien-Meisterschaften – Mixed-Staffel
 Usbekischer Meister – Straßenrennen
 Usbekischer Meister (U23) – Straßenrennen, Einzelzeitfahren
eine Etappe und Bergwertung 100 Jahre Türkische Republik
eine Etappe und Bergwertung Tour of Van
2024
 Usbekischer Meister – Straßenrennen
 Usbekischer Meister (U23) – Straßenrennen

### Bahn
2022
 Usbekischer Meister – Keirin, Zeitfahren, Punktefahren, Madison (mit Danil Evdokimov), Mannschaftsverfolgung (mit Danil Evdokimov, Aleksey Fomovskiy und Edem Eminov)
2023
 Usbekischer Meister – Madison (mit Danil Evdokimov), Mannschaftsverfolgung (mit Danil Evdokimov, Aleksey Fomovskiy und Edem Eminov)
2025
 Asienmeister – Scratch